# 長野県高遠高等学校
長野県高遠高等学校（ながのけん たかとおこうとうがっこう）は、長野県伊那市高遠町小原にある公立高等学校。町立高遠実業補習学校として、1926年に創立され、その後幾多の変遷を経て1949年（昭和24年）に組合立から県立に移管された。

## 概要
県内で初めて推薦入試やコース制選択単位制を導入するなど先進的な取り組みを行っており、普通科の中に進学コース・芸術コース（音楽・美術・書道）・福祉コース・情報ビジネスコースの4つのコースがある。
1984年度に高遠城址公園内にあった本校校舎が老朽化し、建替え時を迫られた際、伊那市(旧)などから伊那市東部への移転を打診されたが、「高校がなくなると地域が寂れる」との当時の高遠町および長谷村の強い要望を受け、旧高遠町内に留まった。その関係から両町村との強いパイプを有し、本校のIT化、コース制導入時に協力費等が支出された。
城址公園のコヒガン桜が咲く時期になると駐車場として、校庭を土日に限り無料開放している。また、駐車場になっている期間の週末には、芸術コース音楽専攻の生徒による琴の演奏を披露している。
江戸時代の高遠藩の藩校進徳館の「拓世、迫真の実学」の精神を教育方針に据えている。

## 沿革

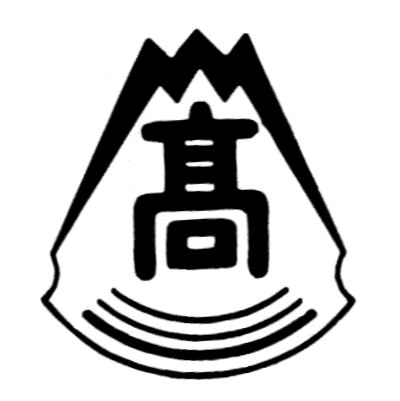
校章

### 前身校
- 1899年 - 町立高遠実業補習学校（高遠尋常高等小学校併設）。（長野県上伊那誌現代社会篇p.1200、高遠町誌p.237）
- 1907年 - 高遠尋常高等小学校に補習科が創立。一部（高等小学校補習科）、二部（女子裁縫科）、三部（男子夜学科）、四部（子守科）を置いて補習教育を始めた[1][2]。
- 1914年 - 一部（高等補習科）、二部（夜学科）、三部（裁縫科）とした[3]。
- 1917年 - 予科一・二年、本科一・二・三年・研究科とした[3]。
- 1922年 - 前期（尋小を卒業したもの）一・二年、後期（前期を終了したもの）一・二・三年・研究科とした[3]。
- 1926年 - 通年制実施に伴い、町立高遠実業補習学校として独立、並びに町立高遠青年訓練所（四か年）を併設[4][3]。
- 1935年 - 青年学校令 により、実業補習学校、青年訓練所を統合し、町立高遠柘植青年学校に校名を変更[5][6] 。
- 1936年 - 女子部を独立し、町立高遠実科高等女学校 設立[4][7][8] 。
- 1943年 - 高遠実科高等女学校を町立高遠高等女学校と改称[4][7][8]。
- 1944年
  - 実業学校令により高遠農業学校設立[4][7]。
  - 拓殖青年学校が町立高遠農学校（三年制）に昇格[9]。
- 1948年 - 町立高遠高等学校が設立、移転、高遠と近隣町村の組合立に移管[4][10]。町立から組合立に移管。東部一町六か村（高遠町、長藤村、三義村、河南村、藤沢村、美和村、伊那里村）（高遠町誌p.238）

### 県立移行後
- 1948年 - 学校教育法により、長野県高遠高等学校となる[4]。
- 1949年 - 組合立から県立に移管。（高遠町誌p.238）普通科、農業科、被服科および定時制中心校ほか藤沢、美和、伊那里、三義の各分校を設置[4]。（高遠町誌p.238）
- 1950年
  - 全日制林業科設置[11]。
  - 林業科（全日制）を加える。（高遠町誌p.238）
- 1953年 - 林業科募集停止。三義分校を本校に統合[11]。
- 1958年 - 藤沢・美和・伊那里の各分校を本校に統合[11]。
- 1966年 - 定時制を廃止[11]。
- 1984年 - 現在地に新校舎建設[11]。
- 1995年 - コース制を導入[11]。
- 2005年10月22日 - 創立80周年記念式典。
- 2006年11月14日 - 創造学園大学との高大連携を開始。[12]
- 2015年10月17日 - 創立90周年記念式典。

## 出身者
- 矢野建一 - 歴史学者、専修大学元学長、故人
- 羽場裕一 - 俳優
- MC☆ニガリa.k.a赤い稲妻 - ラッパー
- 原翔太 - 陸上選手
- 松澤ジアン成治 - 陸上選手

## 交通
- JR東海 飯田線：伊那市駅、伊那北駅よりJRバス関東で15分。高遠駅バス停または高遠高校前バス停で下車。